# Turandot (Gozzi)

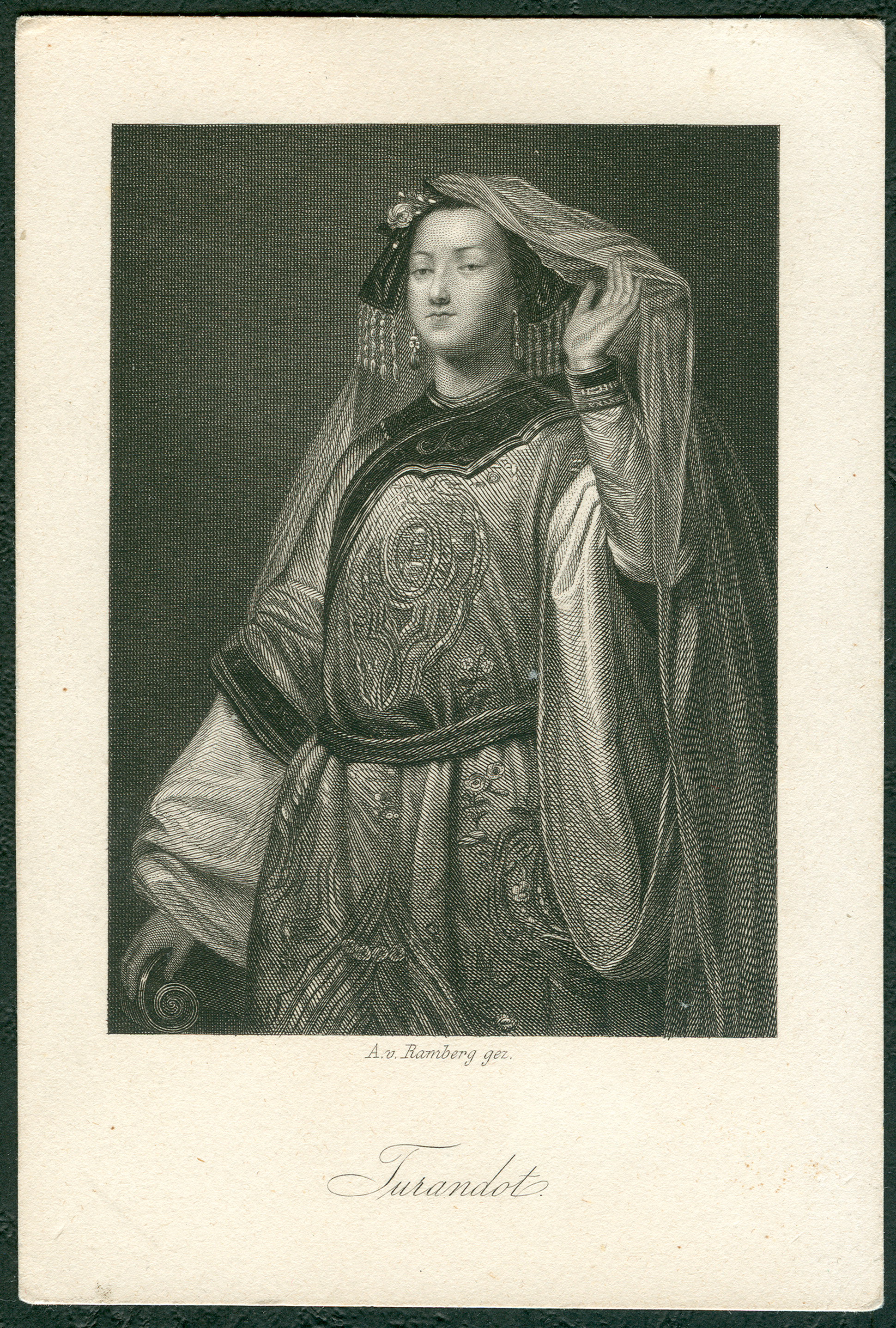
Turandot, ~ 1859

Turandot är ett skådespel i fem akter av den venezianske författaren Carlo Gozzi. Skådespelet uruppfördes 22 januari 1762 på Teatro San Samuele i Venedig. En bearbetning utgavs 1801 av Friedrich Schiller under titeln Turandot, Prinzessin von China. Gozzis drama låg till grund för både Giacomo Puccinis opera Turandot och för Ferruccio Busonis opera med samma namn.  